# Chanac
 Chanac  es una población y comuna francesa, situada en la región de Languedoc-Rosellón, departamento de Lozère, en el distrito de Mende. Es el chef-lieu y mayor población del cantón de Chanac.

## Demografía
| 988 | 964 | 988 | 1019 | 1035 | 1153 |
| Para los censos de 1962 a 1999 la población legal corresponde a la población sin duplicidades (Fuente: INSEE [Consultar]) |     |     |      |      |      |

Incluye la comunne associée de Le Villard, con 65 habitantes en 1999.